# Dekanat Sant Feliu de Llobregat
Dekanat Sant Feliu de Llobregat – jeden z 9 dekanatów diecezji Sant Feliu de Llobregat w Hiszpanii. 
Według stanu na lipiec 2016 w jego skład wchodziło 10 parafii. 

## Lista parafii
Źródło:
| Lp. | Miejscowość             | Parafia                              | Proboszcz                       | Kościół                                                | Grafika | Adres                                                          |
| --- | ----------------------- | ------------------------------------ | ------------------------------- | ------------------------------------------------------ | ------- | -------------------------------------------------------------- |
| 1   | Castellbisbal           | Parafia św. Wincentego               | Mn. Hernández Taulé, Ricard     | Kościół św. Wincentego w Castellbisbal                 |         | Pl. Església, 1 08755 Castellbisbal                            |
| 2   | El Papiol               | Parafia św. Eulalii                  | Mn. Hernández Taulé, Ricard     | Kościół św. Eulalii w El Papiol                        |         | Mossèn Rull, 8 08754 El Papiol                                 |
| 3   | Esplugues de Llobregat  | Parafia św. Mateusza                 | Mn. Elias Cao, Carles           | Kościół św. Mateusza w Esplugues de Llobregat          |         | Carme 30-32 08950 Esplugues de Llobregat                       |
| 4   | Esplugues de Llobregat  | Parafia św. Marii Magdaleny          | Mn. Fernàndez García, Antonio   | Kościół św. Marii Magdaleny w Esplugues de Llobregat   |         | Pl. Pare Miquel d’Esplugues, 1 08950 Esplugues de Llobregat    |
| 5   | Molins de Rei           | Parafia św. Bartłomieja de la Quadra | Mn. Aymerich Miñarro, Xavier    | Kościół św. Bartłomieja de la Quadra w Molins de Rei   |         | Església, 5 B (Sant Bartomeu de la Quadra) 08750 Molins de Rei |
| 6   | Molins de Rei           | Parafia św. Michała                  | Mn. Aymerich Miñarro, Xavier    | Kościół św. Michała w Molins de Rei                    |         | Pl. Església 1 08750 Molins de Rei                             |
| 7   | Sant Feliu de Llobregat | Parafia św. Jana Chrzciciela         | Mn. Domingo Ferrerons, Josep M. | Kościół św. Jana Chrzciciela w Sant Feliu de Llobregat |         | Sagrament, 15 08980 Sant Feliu de Llobregat                    |
| 8   | Sant Feliu de Llobregat | Parafia św. Wawrzyńca                | Mn. Domingo Ferrerons, Josep M. | Katedra św. Wawrzyńca w Sant Feliu de Llobregat        |         | Pl. Vila, 2 B 08980 Sant Feliu de Llobregat                    |
| 9   | Sant Joan Despí         | Parafia św. Jana Chrzciciela         | Mn. Guinot i Gómez, Vicenç      | Kościół św. Jana Chrzciciela w Sant Joan Despí         |         | Pl. Església, 1 08970 Sant Joan Despí                          |
| 10  | Sant Just Desvern       | Parafia w Sant Just Desvern          | Mn. Rius Adell, Joaquim         | Kościół w Sant Just Desvern                            |         | Pl. Església 4 08960 Sant Just Desvern                         |